# المليحا
مركز المليحا أحد المراكز الإدارية التابعة لإمارة منطقة مكة المكرمة في السعودية.

## وصف المركز
يبعد المركز عن الأمارة بحوالي 100 كيلو متر باتجاه الشرق، نوع الطريق الذي يربط المركز بالإمار هو طريق أسفلتي بحوالي 75 كم وطريق وعر بحوالي 25 كم. أقرب مدينة أو قرية بها مركز صحي هو مركز نباتـة التي تبعد عن المركز حوالي 30 كم. خدمات التعليم: مدرسة المليحا الابتدائية ومدرسة المليحا المتوسطة بنين، مدرسة المليحا الابتدائية بنات. كما يحتوي المركز على مركز إداري وخدمة بريد.